# Twenty Two
『Twenty two』（トゥウェンティー・トゥー）は、2004年4月28日にavex traxよりリリースされたタッキー&翼のファーストフルオリジナルアルバム。

## 概要
タッキー&翼初のオリジナルアルバム、前回と同様CCCDでの発売である。新曲12曲を含む14（初回盤）・15曲（通常盤）で構成されている。
本作のPRのために1体150万円の2人の等身大フィギュアが11セット制作され、2004年4月21日にお披露目会見が行われたうえでタワーレコード渋谷店など全国11か所に展示された。また、アルバム特典として5月1日の横浜アリーナなど3か所でのアルバム発売記念イベントも開催された。
台湾では日本より早い日程での発売が決まっていたが、台湾で開催される第15回金曲賞に今井翼とMusical Academyがプレゼンターとして出席するのに合わせ、開催日の5月8日に発売日が変更された。発売日当日には西門町にあるCDショップで本作発売記念の握手会が行われ、CD予約者の中から先着500人が参加した。
4月29日からは本作を引っ提げた全国ツアー『滝翼22才春魂』も開催された。

## 収録曲
1. 愛シタガリ
  - 作詞：TAKESHI
  - 作曲・編曲：石塚知生
2. 夢物語
  - 作詞・作曲：羽場仁志
  - 編曲：安部潤
3. Pride ♂ the END
  - 作詞：小幡英之
  - 作曲：吉川慶
  - 編曲：髙見優
4. 愛 Check it!
  - 作詞・作曲：羽場仁志
  - 編曲：CHOKKAKU
5. 風 （滝沢）
  - 作詞：MIZUE
  - 作曲：山口寛雄
  - 編曲：明石昌夫
6. GO ON （今井）
  - 作詞：松井五郎
  - 作曲：Howard New , Dan Sundqvist
  - 編曲：鈴木雅也
7. Diamond
  - 作詞：売野雅勇
  - 作曲：Robert Ahlin , Richard Larbi
  - 編曲：CHOKKAKU
8. トレモロ ※通常盤のみ収録
  - 作詞：TAKESHI
  - 作曲：SPIN
  - 編曲：秋山誠司
9. 2人の夜 （滝沢）
  - 作詞・作曲・編曲：LaVenDer
10. LOVE&TOUGH （今井）
  - 作詞：阿閉真琴 , 多胡邦夫
  - 作曲：多胡邦夫
  - 編曲：久米康隆
11. 生きてる証
  - 作詞：小幡英之, SPIN
  - 作曲：森元康介
  - 編曲：高見優
12. ラブ・スパイラル
  - 作詞・作曲・編曲：コモリタミノル
13. One Day,One Dream
  - 作詞：小幡英之
  - 作曲：吉川慶
  - 編曲：CHOKKAKU
14. You & I
  - 作詞：竹内まりや
  - 作曲：周水
  - 編曲：Henric Uhrbom , Julius Bengtsson
15. 卒業 〜さよならは明日のために〜 (ONE VERSION)
  - 作詞：Kenn Kato
  - 作曲：松本良喜
  - 編曲：和田薫
  - よみうりテレビ制作・日本テレビ系列テレビアニメ『犬夜叉』第124話「さらば愛しき桔梗よ」挿入歌[6]